# Cincinnati Masters 2002
Il Cincinnati Masters 2002 (conosciuto anche come Western & Southern Financial Group Masters per motivi di sponsorizzazione) è stato un torneo di tennis giocato sul cemento. È stata la 101ª edizione del Cincinnati Masters, che fa parte della categoria ATP Masters Series nell'ambito dell'ATP Tour 2002. Il torneo si è giocato a Cincinnati in Ohio negli USA, dal 5 al 12 agosto 2002.

## Campioni

### Singolare
Carlos Moyá ha battuto in finale  Lleyton Hewitt con il punteggio di 7–5, 7–6(5).

### Doppio
James Blake /  Todd Martin hanno battuto in finale  Mahesh Bhupathi /  Maks Mirny con il punteggio di 7–5, 6–3.